# Рязанский округ
Рязанский округ — административно-территориальная единица Московской области, существовавшая в 1929—1930 годах.
Рязанский округ был образован в 1929 году из Рязанской губернии. В его состав вошли следующие территории бывшей Рязанской губернии:
- Спасский уезд полностью
- Касимовский уезд полностью
- Сасовский уезд полностью
- Ряжский уезд полностью
- из Рязанского уезда Вышгородская, Затишьевская, Кузьминская, Мурминская, Попадьинская, Предтеченская, Рыбновская, Рязанская, Спас-клепиковская, Старожиловская, Тырновская и Тумская волости; Бахмачеевская волость без селений Кишкино, Печерники, Сохино, Коченево, Хвостово, Хозяиново и Сливково; селения Клин, Большое и Малое Курапово, Прасковьино, Козельское, Колычево (Никольское), Аристово (Раменка), Кашировка, Мосеевское, Давыдовка, Новоселки, Маньшино, Беломутово, Зубово (Колосово), Аверкиево, Макарово (Островка), Морозово (Шмелево), Горское (Давыдово), Мельхово, Абрахово, Тюрвищи, Ханинское, Ивановское, Дорошино, Ялмонт, Подсвятье, Князево Архангельской волости
- из Зарайского уезда селения Ильинское, Кобелева слобода, Козлово, Козицино и Костенково Григорьевской волости
- из Скопинского уезда Пронская волость; Михайловская волость без селений Серково, Большие Сельницы, Малые Сельницы, Савинка, Нижняя, Средняя и Верхняя Пурловки, Елисеевка, Кораблинка, Суховка, Жагулы, Калининское, Гришино, Прилучи, Кузнецовка, Митякино, Дмитриево, Ново-дмитриево, Чибисовка, Екимовка, Яблоново, Клинское, Мошоново, Николаевка; селения Федоровское (Новая деревня), Огибалово, Малинки, Покровское, Ольховец 1-й и 2-й, Осовец, Киндяково, Елизаветино, Позднее, посёлок при станции Гагарино, Грязное, Надеждино (Грязновские выселки), Сергиевка (Радовец), Павелково, Волосовка, Коровино, Феняево, Старо-Киркино, Ново-Киркино, Каменский хутор 1-й и 2-й, Федоровка, Николаевка, Чесменка, Березово, Успенское (Печерники), Фирюлевка, Роговое, Садарево Гагаринской волости; селения Силичи, Чупрынки, Ивашково, Бакланово, посёлок Красная звезда, Роскино, Невзорово, Дубовое, Кулаково, Маклаково, Мамоново, Рюмки 1-е и 2-е, посёлок Красный колодезь, Кошелево, Булычево, Брынницы, Прудки, хутор Голощапов, хутор Чернишный, Старое Казаково, хутор Никитиных, Казаково, Кумино, Наземная, Строилово, Глинки, Гольцево, Моловка, Марьино, Прибытки, Луконетка, хутор Зарецкого, Мурзинка, Ново-александровские выселки Ерлинской волости; селения Красный уголок и Воронки Скопинской волости.

Центром округа был назначен город Рязань.
Округ был разделён на 27 районов:
- Александро-Невский,
- Елатомский,
- Ерахтурский,
- Ермишинский,
- Захаровский,
- Ижевский,
- Кадомский,
- Касимовский,
- Клепиковский,
- Кораблинский,
- Михайловский,
- Пителинский,
- Пронский,
- Рыбновский,
- Ряжский,
- Сапожковский,
- Сараевский,
- Сасовский,
- Северо-Рязанский,
- Спасский,
- Старожиловский,
- Тумский,
- Ухоловский,
- Чучковский,
- Шацкий,
- Шиловский,
- Южно-Рязанский.

23 июля 1930 года Рязанский округ, как и большинство остальных округов СССР, был упразднён. Его районы отошли в прямое подчинение Московской области (Постановление ЦИК Союза ССР) (Собрание законов и распоряжений Рабоче-крестьянского Правительства СССР. I отдел. № 37 от 8 августа 1930 г. - ст. 400).